# Seminò morte... lo chiamavano il Castigo di Dio!
Seminò morte... lo chiamavano il Castigo di Dio! è un film del 1972, diretto da Roberto Mauri.

## Trama
Django, ex sceriffo federale, viene accusato per aver rapinato dei dollari destinati alla costruzione della scuola e della chiesa di Silver City. In carcere conosce Spirito Santo, un bandito per conto della rivoluzione. Riescono entrambi ad evadere grazie all'aiuto del misterioso capo, ma Django scopre che l'uomo si chiama Scott Miller, un individuo a cui Django dà la caccia da anni perché responsabile di un triplice omicidio.